# 凱拉·戴
凱拉·戴（英語：Kayla Day，1999年9月28日—）是美國职业网球女运动员，2015年轉職業。她的WTA生涯最高單打排名為第269（2016年9月12日）。

## 外部連結
- 凱拉·戴的国际女子网球协会官方資料（英文）
- 凱拉·戴的國際網球總會 職業／青少年 官方資料（英文）